# 芝田浩二
芝田 浩二（しばた こうじ、1957年（昭和32年）8月16日 - ）は、日本の実業家。ANAホールディングス代表取締役社長。

## 人物・経歴
鹿児島県大島郡瀬戸内町の加計呂麻島（奄美群島）出身。1976年に鹿児島県立甲南高等学校を卒業し、東京外国語大学に進学。大学在学中の1979～1981年に休学して北京の日本大使館に勤める。その頃に北京空港で、当時日中間のチャーター便を運航していた全日本空輸（ANA）の客室乗務員を見かけ、故郷の鹿児島空港を想起するその光景に衝撃を受けて、国際定期便進出を目指すANAへの入社を志す。
1982年に東京外国語大学外国語学部を卒業し、全日本空輸入社。入社2年目の1983年に国際部に入る。2005年全日本空輸アライアンス室室長、2007年同社執行役員欧州室長兼ロンドン支店長、2013年ANAホールディングス執行役員、2014年上席執行役員、2020年取締役常務執行役員、2021年代表取締役専務執行役員。中国語や英語が堪能な国際派で、欧州やアジア戦略の担当等を歴任して国際化を支えた後、ANAグループの経営戦略立案を担った。
2022年4月1日付けでANAホールディングス代表取締役社長に昇格。

## テレビ番組
- 日経スペシャル カンブリア宮殿 テレ東経済WEEK第2弾！ 1円でも稼ぐ！地獄を見たANAの新戦略（2023年12月14日、テレビ東京）- ANAホールディングス社長 として出演[8]。